# Fyrd
Als Fyrd wurde die angelsächsische Miliz bezeichnet. Sie bestand aus freien Einwohnern Englands. Diese waren verpflichtet, sich für eine bestimmte Zeit im Jahr (meist ein bis zwei Monate) für den Kriegsdienst dem König zur Verfügung zu stellen. Ihre Verpflichtung erlosch jedoch im Falle des Todes des Heerführers. Sie waren auch für ihre eigene Ausrüstung verantwortlich.
Gerade die eigene Ausrüstung machte sie zu einer eher aussterbenden Kampfeinheit. Man sagt dem Fyrd zwar nach, dass er von hoher Moral und Kampfeslust gewesen sei, allerdings war die Schlagkraft gegen ein gleichmäßig gut ausgerüstetes Heer eher schlecht.
Eine ihrer letzten Bewährungen hatte die Fyrd 1066, als sie gemeinsam mit Harald II. Godwinson, dem damaligen König von England, zuerst nach York marschierten, um dort in der Schlacht von Stamford Bridge den soeben angekommenen norwegischen König Harald Hardrade abzuwehren und anschließend sofort nach Süden zu eilen, um in der Schlacht von Hastings gegen Wilhelm den Eroberer anzutreten.
Gerade gegen Wilhelm zeigten sich ihre Schwächen, da sie nur mäßig bewaffnet waren. Die meisten waren nur mit Knüppeln und Speeren ausgestattet und gingen völlig ohne Rüstung in die Schlacht. Auch war ihre Disziplin eher mangelhaft, da sie sich von den ständigen Scheinrückzügen Wilhelms stets zu Ausbrüchen aus den Reihen des Schildwalls hinreißen ließen. Außerhalb des Schildwalls wurden sie von der normannischen Reiterei schnell niedergeritten.